# George Jenkins
George Clarke Jenkins (* 19. November 1908 in Baltimore, Maryland; † 6. April 2007 in Santa Monica, Kalifornien) war ein US-amerikanischer Artdirector und Szenenbildner, der einmal den Oscar für das beste Szenenbild gewann.

## Leben
Jenkins begann seine Karriere als Artdirector und Szenenbildner in der Filmwirtschaft Hollywoods Die besten Jahre unseres Lebens (1946) und wirkte bis 1990 an der szenischen Ausstattung von über vierzig Filmen mit. 
Bei der Oscarverleihung 1977 gewann er zusammen mit George Gaines den Oscar für das beste Szenenbild in Die Unbestechlichen (1976) von Alan J. Pakula mit Dustin Hoffman, Robert Redford und Jack Warden in den Hauptrollen. Zugleich war er für diesen Filmen für den British Academy Film Award (BAFTA Film Award) für das beste Szenenbild nominiert.
1980 erhielt er mit Arthur Jeph Parker eine Oscarnominierung für das beste Szenenbild in Das China-Syndrom (1979) von James Bridges mit Jane Fonda, Jack Lemmon und Michael Douglas. Für seine Verdienste um die Filmindustrie wurde Jenkins als Vertreter der Artdirectoren auch zum Mitglied der Academy of Motion Picture Arts and Sciences berufen.

## Filmografie
- 1946: Die besten Jahre unseres Lebens
- 1948: Betrogene Jugend (Enchantment)
- 1952: Menschenjagd in San Francisco (The San Francisco Story)
- 1952: Monsun (Monsoon)
- 1954: The Best of Broadway (Fernsehserie)
- 1968: Bizarre Morde (No Way to Treat a Lady)
- 1972: 1776
- 1973: Zeit der Prüfungen
- 1976: Die Unbestechlichen
- 1978: Eine Farm in Montana
- 1979: Das China-Syndrom
- 1982: Sophies Entscheidung
- 1990: Aus Mangel an Beweisen

## Auszeichnungen
- 1977: Oscar für das beste Szenenbild